# Piton de la Fournaise
Piton de la Fournaise (franska för "ugnsspetsen") är en sköldvulkan på östra sidan av ön Réunion i Indiska Oceanen. Den är för närvarande en av de mest aktiva vulkanerna i världen, tillsammans med Kilauea i Hawaii (Stilla havet), Stromboli, Etna (Italien) och Mount Erebus i Antarktis. Ett av de senaste utbrotten skedde i augusti 2006 och pågick till januari 2007. Vulkanen fick åter utbrott i februari 2007, och 21 september 2008. Bland ytterligare utbrott under 2000-talet kan nämnas utbrottet den 2 januari 2010 som pågick i tio dagar och den 9 december samma år (2 dagar). Senaste utbrottet började den 2 juli 2023 och pågick till den 10 augusti samma år.
Piton de la Fournaise är lokalt känt som le Volcan (Vulkanen) och är en stor turistattraktion på Réunion.

## Geografi

Topografisk karta som visar vulkanen och den omkringliggande terrängen.

Vulkanens toppområde utgörs av Enclos Fouché, en kaldera som är åtta km i diameter. Höga klippor kallade remparts ("bålverk") utgör kalderans kant. Kalderan är bruten i sydost ner till havet. Den är instabil och i första steget till att rämna och kommer i framtiden att rasa ner i Indiska oceanen. Det finns tecken på tidigare ras på de delar som står under vatten. De lägre sluttningarna kallas Grand Brûlé ("Stora brända"). De flesta lavautbrotten är begränsade till kalderan. Inne i kalderan ligger en 400 meter hög lavasköld känd som Dolomieu. Ovanpå lavaskölden ligger Borykratern (Cratère Bory) och Dolomieukratern (Cratère Dolomieu), som är betydligt bredare av den förstnämnda. 
Många kratrar och stänkkoner finns inne i kalderan och de yttre delarna av vulkanen. I början av gångvägen som leder till toppen, ligger en tydlig liten krater känd som Formica Leo, som fått sitt namn för att dess form liknar en fallgrop som byggts av ett myrlejon. Några av stränderna har en grönaktig färg, vilket beror på olivinsanden som skapats ur pikritbasaltlavan. Grand Brûlé bildas av stelnade lavaflöden som samlats under hundratusentals år; de nyaste är ofta de mörkaste och mest fria från växtlighet, medan äldre kan vara täckta med tät växtlighet. Lava med hög koncentration av iridium kastas ut genom dessa ventiler. Vulkanen är över 530 000 år gammal, och under större delen av dess historia har dess flöden blandats med de från Piton des Neiges, en större, äldre och kraftigt eroderad utslocknad vulkan som utgör den nordvästra tredjedelen av ön Réunion. 
Kalderan har kollapsat tre gånger, för 250 000 år sedan, för 65 000 år sedan och senast för 5 000 år sedan. Vulkanen bildades av Réunions hotspot, som tros ha varit aktiv de senaste 65 miljoner åren. Det finns bevis för explosiva utbrott i gångna tider. Ett explosivt utbrott omkring 4 700 år sedan kan ha uppnått 5 på VEI-skalan, vilket är samma som utbrottet 18 maj 1980 på Mount St. Helens.

## Utbrott

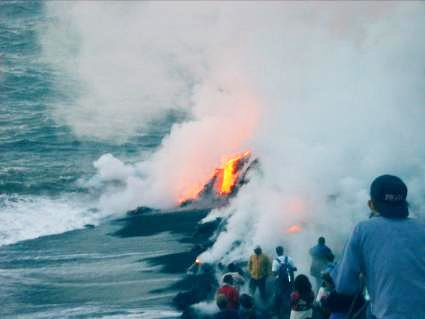
Flödande lava möter vattnet i Indiska Oceanen under utbrottet i augusti 2004.

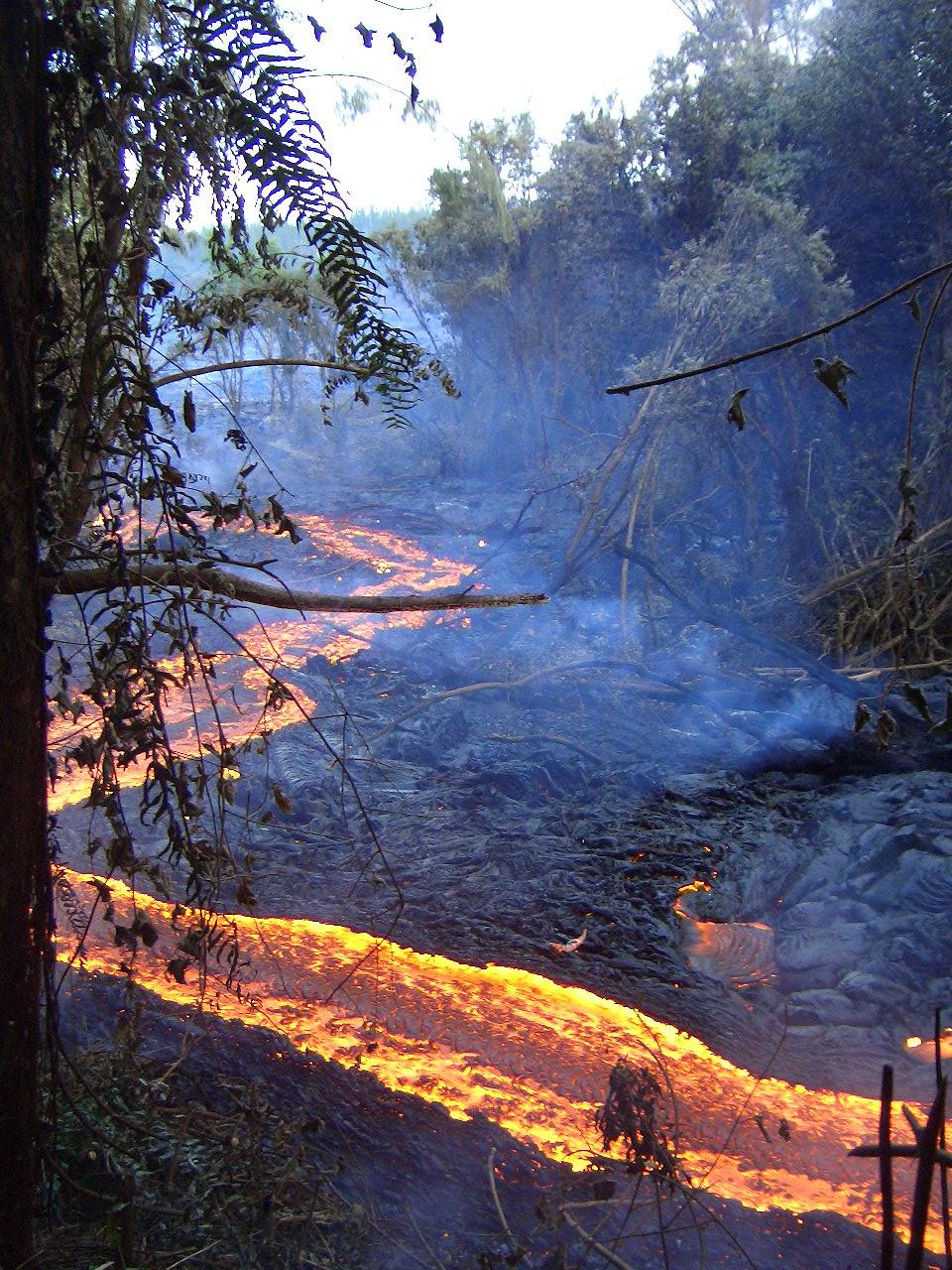
Utbrottet 2004.

Animerad karta över utbrotten mellan 1972 och 2000.

De flesta av Piton de la Fournaises utbrott är av samma stil som de i Hawaii: flytande basaltisk lava som flödar ut och med eldfontäner vid ventilerna. Då och då uppstår freatiska utbrott (utbrott genererade av grundvattenånga). Lavaflöden korsar Grand Brûlé och når ibland ända ner till havet med spektakulära resultat. Piton de la Fournaise är en av de mest aktiva vulkanerna, med fler än 150 dokumenterade utbrott sedan 1600-talet. 
Utbrott inne i kalderan orsakar inte mycket förstörelse, då kalderan är obebodd och väldigt lite infrastruktur finns utom landsvägen. Lavaflödena håller sig normalt inne i kalderan. Dock har en del lavaflöden korsat landsväg N2; områden där vägen förstördes av utbrottet är markerade med skyltar med årtalet för utbrottet då vägen återuppbyggdes. I början av 2000-talet blev vägen förstörd en eller två gånger per år; vägbyggarna väntar efter ett utbrott på att lavan ska svalna och bygger därefter en ny vägsträckning. Flera månader efter ett utbrott kan lavaflödenas inre vara varma nog att förånga regnvatten. 
Utbrott utanför kalderan kan medföra allvarliga risker för befolkningen, men är ovanliga. Endast sex utbrott utanför kalderan har skett, det senaste 1986. Byn Piton-Sainte-Rose evakuerades 1977 och dränktes av lavaflöden som förstörde flera byggnader. Lavaflödet korsade landsvägen och omringade kyrkan, kom in genom huvudporten och stannade sedan utan att förstöra byggnaden. Ingången rensades sedan och kyrkan kom åter i bruk under namnet Notre-Dame des Laves ("Vår fru av lavor").

## Övervakning
Vulkanisk aktivitet övervakas ständigt av geofysiska sensorer (tiltmetrar, extensometrar, olika GPS-mottagare och andra mätare). Data från dessa olika sensorer sänds till Piton de la Fournaise vulkanobservatorium i Bourg-Murat, nordväst om vulkanen. Observatoriet, grundat 1978 efter Piton-Sainte-Roseflödet, sköts av Institut de physique du globe de Paris, i samarbete med CNRS och Réunions universitet.
Procedurer specificerar flera larmnivåer, som bestäms av Réunions prefekt utifrån vetenskapliga rapporter:
- För-larm: Varningar om möjliga utbrott, vandrare till kalderan varnas om möjliga utvecklingar.
- Nivå 1: Ett utbrott kommer snart ske; allmänheten får ej besöka kalderan till dess specialister har undersökt situationen och beslutat om gångvägar för dem som önskar beundra utbrottet.
- Nivå 2: Ett utbrott kommer att ske inne i kalderan. Kalderan får endast besökas av behörig personal.
- Nivå 3: Ett utbrott sker eller kommer att ske snart utanför kalderan; några byar kan behöva evakueras av säkerhetsskäl.

## Besök
En grusväg kopplar samman landsvägen på slätten i Bourg-Murat med pas de Bellecombe (Bellecombepasset), där en parkeringsplats och ett gatukök finns för besökare. Pas de Bellecombe ligger ovanför kalderans kantklippor och erbjuder en god utsikt över nordöstra delen av kalderan. En bra gångväg med trappsteg går från passet ner till kalderans golv. Denna gångväg är stängd av säkerhetsskäl under seismiska händelser som kan föregå utbrott och under utbrott. Målade vita streck över klipporna avgränsar ett antal gångvägar upp till lavaskölden inne i kalderan.
De lägre delarna av Grand Brûlé kan beses från landsväg N2. Lavaflödena som har korsat vägen är markerade med skyltar.